# Division 1A 2016/17
Die Division 1A 2016/17 war die 114. Spielzeit der höchsten belgischen Spielklasse im Männerfußball.
Sie wurde am 29. Juli 2016 mit dem Eröffnungsspiel zwischen dem KV Mechelen und dem amtierenden Meister FC Brügge begonnen, während der letzte Spieltag der regulären Saison am 11. und 12. März 2017 ausgetragen wurde. Am 13. März 2017 wurde die Terminierung der anschließenden Play-offs bekanntgegeben.

## Vereine
| Verein               | Stadt        | Stadion                       | Kapazität |
| -------------------- | ------------ | ----------------------------- | --------- |
| RSC Anderlecht       | Anderlecht   | Constant-Vanden-Stock-Stadion | 26.361    |
| KV Oostende          | Ostende      | Versluys Arena                | 08.125    |
| FC Brügge            | Brügge       | Jan-Breydel-Stadion           | 29.062    |
| Sporting Charleroi   | Charleroi    | Stade du Pays de Charleroi    | 14.891    |
| KAS Eupen            | Eupen        | Kehrwegstadion                | 08.363    |
| KRC Genk             | Genk         | Luminus Arena                 | 24.956    |
| KAA Gent             | Gent         | Ghelamco Arena                | 19.999    |
| KV Kortrijk          | Kortrijk     | Guldensporenstadion           | 09.399    |
| Sporting Lokeren     | Lokeren      | Daknamstadion                 | 12.000    |
| Standard Lüttich     | Lüttich      | Maurice-Dufrasne-Stadion      | 30.023    |
| KV Mechelen          | Mechelen     | AFAS-Stadion                  | 14.145    |
| Royal Excel Mouscron | Mouscron     | Stade Le Canonnier            | 10.571    |
| VV St. Truiden       | Sint-Truiden | Stayen                        | 12.125    |
| Waasland-Beveren     | Beveren      | Freethielstadion              | 8.190     |
| SV Zulte Waregem     | Waregem      | Regenboogstadion              | 08.500    |
| KVC Westerlo         | Westerlo     | Het Kuipje                    | 08.035    |

## Reguläre Saison
Die 16 Vereine spielten zunächst in einer Doppelrunde die reguläre Saison aus. Die Abschlusstabelle diente als Grundlage für die Qualifikation zu verschiedenen Platzierungsrunden.
Die sechs bestplatzierten Vereine erreichten die Meisterschaftsrunde (Play-offs 1), die Mannschaften auf den Plätzen sieben bis fünfzehn spielten um einen möglichen internationalen Startplatz (Play-offs 2). Nach Abschluss der 30 Spieltage stieg der Tabellenletzte direkt ab.
Zu bemerken ist, dass in der Meisterschaftsrunde die Hälfte der erreichten Punktzahl aus den 30 Spielen der Vorrunde übertragen wird, sodass die weiteren Begegnungen je nach Tabellensituation teilweise nur geringfügige Änderungen hervorrufen können.
Durch die Einführung der neuen Division 1B zur Saison 2016/17, einer professionellen, acht Vereine umfassenden zweithöchsten Spielklasse, änderte sich der Modus des Play-offs 2 im Vergleich zur Vorsaison. Die neun auf den Tabellenrängen 7 bis 15 platzierten Mannschaften spielten das Play-off 2 zusammen mit den drei besten Vereinen (mit Ausnahme des Aufsteigers in die Division 1A) aus der Division 1B aus. Die insgesamt zwölf Mannschaften wurden in zwei Gruppen à sechs Vereine aufgeteilt (genannt Play-off 2A und Play-off 2B), in denen jeweils einmal gegeneinander gespielt wurde. Die Gewinner dieser beiden Gruppen spielten in einem Spiel den Sieger des Play-offs 2 aus, welcher in einem weiteren Entscheidungsspiel gegen den Viert- oder Fünftplatzierten des Play-offs 1 um einen internationalen Startplatz antrat.

### Abschlusstabelle
| Pl.             | Verein                 | Sp. | S  | U  | N  | Tore    | Diff. | Punkte |
| --------------- | ---------------------- | --- | -- | -- | -- | ------- | ----- | ------ |
| 1.              | RSC Anderlecht         | 30  | 18 | 7  | 5  | 067:300 | +37   | 61     |
| 2.              | FC Brügge (M)          | 30  | 18 | 5  | 7  | 056:240 | +32   | 59     |
| 3.              | SV Zulte Waregem       | 30  | 15 | 9  | 6  | 049:380 | +11   | 54     |
| 4.              | KAA Gent               | 30  | 14 | 8  | 8  | 045:290 | +16   | 50     |
| 5.              | KV Oostende            | 30  | 14 | 8  | 8  | 052:370 | +15   | 50     |
| 6.              | Sporting Charleroi     | 30  | 13 | 10 | 7  | 034:290 | +5    | 49     |
| 7.              | KV Mechelen            | 30  | 14 | 6  | 10 | 041:360 | +5    | 48     |
| 8.              | KRC Genk               | 30  | 14 | 6  | 10 | 040:350 | +5    | 48     |
| 9.              | Standard Lüttich (P) 1 | 30  | 10 | 12 | 8  | 047:380 | +9    | 39     |
| 10.             | KV Kortrijk            | 30  | 8  | 7  | 15 | 038:550 | −17   | 31     |
| 11.             | Sporting Lokeren       | 30  | 7  | 10 | 13 | 024:340 | −10   | 31     |
| 12.             | VV St. Truiden         | 30  | 8  | 6  | 16 | 035:480 | −13   | 30     |
| 13.             | KAS Eupen (N)          | 30  | 8  | 6  | 16 | 040:640 | −24   | 30     |
| 14.             | Waasland-Beveren       | 30  | 7  | 9  | 14 | 028:430 | −15   | 30     |
| 15.             | Royal Excel Mouscron   | 30  | 7  | 3  | 20 | 029:530 | −24   | 24     |
| 16.             | KVC Westerlo           | 30  | 5  | 8  | 17 | 033:650 | −32   | 23     |
| Stand: Endstand |                        |     |    |    |    |         |       |        |

Platzierungskriterien: 1. Punkte – 2. Siege – 3. Tordifferenz – 4. geschossene Tore

| (M) | amtierender belgischer Meister          |
| (P) | amtierender belgischer Pokalsieger      |
| (N) | Aufsteiger der Zweiten Division 2015/16 |

### Kreuztabelle
Die Kreuztabelle stellt die Ergebnisse aller Spiele dieser Saison dar. Die Heimmannschaft ist in der linken Spalte, die Gastmannschaft in der oberen Zeile aufgelistet.
| 2016/17              | BRÜ | AND |     | KRC Genk | KV Oostende | SV Zulte Waregem | Standard Lüttich | Sporting Charleroi | KV Kortrijk | KV Mechelen | Sporting Lokeren | Waasland-Beveren | VV St. Truiden | Royal Excel Mouscron | KVC Westerlo | KAS Eupen |
| -------------------- | --- | --- | --- | -------- | ----------- | ---------------- | ---------------- | ------------------ | ----------- | ----------- | ---------------- | ---------------- | -------------- | -------------------- | ------------ | --------- |
| FC Brügge            |     | 2:1 | 1:0 | 1:1      | 2:0         | 5:0              | 2:2              | 1:0                | 5:1         | 6:1         | 1:0              | 2:1              | 2:2            | 2:1                  | 4:0          | 3:2       |
| RSC Anderlecht       | 0:0 |     | 2:2 | 2:0      | 1:1         | 4:2              | 0:0              | 3:2                | 5:1         | 2:0         | 1:0              | 3:0              | 3:1            | 7:0                  | 1:2          | 4:0       |
| KAA Gent             | 2:0 | 2:3 |     | 1:0      | 1:1         | 3:0              | 1:0              | 1:0                | 3:0         | 3:0         | 3:0              | 2:0              | 2:1            | 3:1                  | 4:2          | 0:1       |
| KRC Genk             | 2:1 | 0:2 | 2:0 |          | 2:1         | 1:0              | 2:2              | 1:1                | 3:0         | 2:1         | 1:2              | 2:2              | 1:0            | 1:0                  | 2:1          | 2:0       |
| KV Oostende          | 1:0 | 1:4 | 1:0 | 6:0      |             | 1:1              | 3:1              | 1:2                | 2:2         | 2:0         | 0:0              | 2:1              | 2:2            | 2:1                  | 5:0          | 1:3       |
| SV Zulte Waregem     | 0:0 | 3:2 | 1:1 | 1:0      | 1:1         |                  | 1:0              | 1:1                | 2:1         | 0:0         | 2:0              | 1:1              | 4:1            | 1:0                  | 2:2          | 3:0       |
| Standard Lüttich     | 0:3 | 0:1 | 1:1 | 2:0      | 2:2         | 4:1              |                  | 0:0                | 0:3         | 2:2         | 1:1              | 5:0              | 2:0            | 2:1                  | 3:1          | 3:0       |
| Sporting Charleroi   | 1:0 | 0:2 | 1:1 | 2:1      | 2:1         | 2:1              | 1:3 1            |                    | 1:1         | 0:0         | 2:1              | 1:0              | 1:0            | 2:0                  | 2:1          | 3:2       |
| KV Kortrijk          | 2:1 | 1:3 | 1:1 | 4:1      | 0:2         | 2:3              | 3:3              | 2:1                |             | 0:2         | 2:1              | 1:2              | 0:1            | 0:2                  | 4:1          | 1:1       |
| KV Mechelen          | 0:2 | 3:2 | 2:0 | 1:0      | 2:3         | 2:3              | 2:1              | 1:0                | 0:0         |             | 3:0              | 2:0              | 2:0            | 2:0                  | 1:2          | 1:0       |
| Sporting Lokeren     | 1:0 | 0:0 | 0:0 | 0:3      | 1:2         | 1:1              | 0:1              | 0:0                | 2:1         | 0:0         |                  | 0:0              | 1:0            | 2:1                  | 3:0          | 1:2       |
| Waasland-Beveren     | 1:0 | 2:1 | 2:3 | 0:0      | 0:1         | 0:2              | 0:1              | 0:1                | 1:1         | 2:2         | 1:1              |                  | 3:1            | 0:0                  | 0:0          | 4:2       |
| VV St. Truiden       | 0:1 | 0:0 | 3:1 | 0:3      | 3:0         | 0:2              | 2:2              | 2:2                | 1:2         | 2:1         | 1:0              | 4:1              |                | 1:0                  | 2:2          | 2:1       |
| Royal Excel Mouscron | 0:3 | 1:2 | 0:2 | 2:2      | 1:2         | 1:5              | 1:0              | 0:1                | 0:1         | 1:4         | 2:1              | 1:2              | 2:1            |                      | 0:0          | 3:0       |
| KVC Westerlo         | 1:2 | 2:4 | 0:0 | 0:4      | 0:4         | 1:2              | 2:2              | 0:0                | 4:1         | 1:2         | 1:3              | 1:0              | 1:0            | 1:3                  |              | 1:2       |
| KAS Eupen            | 1:4 | 2:2 | 3:2 | 0:1      | 2:1         | 1:3              | 2:2              | 2:2                | 1:0         | 0:2         | 2:2              | 0:2              | 4:2            | 1:4                  | 3:3          |           |

## Platzierungsrunden

### Meisterschaftsrunde (Play-off 1)

#### Abschlusstabelle
| Pl. | Verein             | Sp. | S | U | N | Tore    | Diff. | Punkte | Bonus | Gesamt |
| --- | ------------------ | --- | - | - | - | ------- | ----- | ------ | ----- | ------ |
| 1.  | RSC Anderlecht     | 10  | 6 | 3 | 1 | 014:600 | +8    | 21     | 31    | 52     |
| 2.  | FC Brügge (M)      | 10  | 4 | 3 | 3 | 016:140 | +2    | 15     | 30    | 45     |
| 3.  | KAA Gent           | 10  | 4 | 4 | 2 | 016:110 | +5    | 16     | 25    | 41     |
| 4.  | KV Oostende        | 10  | 3 | 3 | 4 | 014:170 | −3    | 12     | 25    | 37     |
| 5.  | Sporting Charleroi | 10  | 2 | 4 | 4 | 010:130 | −3    | 10     | 25    | 35     |
| 6.  | SV Zulte Waregem   | 10  | 1 | 3 | 6 | 012:210 | −9    | 06     | 27    | 33     |

| (M) | amtierender belgischer Meister |

#### Kreuztabelle
| 2016/17          | AND | BRÜ | SV Zulte Waregem |     | KV Oostende | Sporting Charleroi |
| ---------------- | --- | --- | ---------------- | --- | ----------- | ------------------ |
| RSC Anderlecht   |     | 2:0 | 2:0              | 0:0 | 3:2         | 0:1                |
| FC Brügge        | 1:1 |     | 2:1              | 2:1 | 3:1         | 1:1                |
| SV Zulte Waregem | 1:2 | 2:2 |                  | 0:2 | 3:1         | 2:2                |
| KAA Gent         | 0:0 | 2:1 | 5:2              |     | 1:1         | 1:1                |
| KV Oostende      | 2:1 | 0:1 | 1:1              | 4:3 |             | 1:0                |
| RSC Charleroi    | 1:3 | 1:3 | 2:0              | 0:1 | 1:1         |                    |

### Play-off 2

#### Gruppe A
| Pl. | Verein                      | Sp. | S | U | N | Tore    | Diff. | Punkte |
| --- | --------------------------- | --- | - | - | - | ------- | ----- | ------ |
| 1.  | VV St. Truiden              | 10  | 7 | 1 | 2 | 023:700 | +16   | 22     |
| 2.  | KV Mechelen                 | 10  | 5 | 1 | 4 | 007:160 | −9    | 16     |
| 3.  | Waasland-Beveren            | 10  | 5 | 0 | 5 | 017:190 | −2    | 15     |
| 4.  | Standard Lüttich (P)        | 10  | 4 | 2 | 4 | 014:110 | +3    | 14     |
| 5.  | Royale Union Saint-Gilloise | 10  | 3 | 1 | 6 | 015:190 | −4    | 10     |
| 6.  | Lierse SK                   | 10  | 3 | 1 | 6 | 012:160 | −4    | 10     |

| (P) | amtierender belgischer Pokalsieger |

#### Gruppe B
| Pl. | Verein               | Sp. | S | U | N | Tore    | Diff. | Punkte |
| --- | -------------------- | --- | - | - | - | ------- | ----- | ------ |
| 1.  | KRC Genk             | 10  | 8 | 2 | 0 | 026:400 | +22   | 26     |
| 2.  | KSC Lokeren          | 10  | 3 | 6 | 1 | 021:200 | +1    | 15     |
| 3.  | KAS Eupen (N)        | 10  | 3 | 4 | 3 | 020:200 | ±0    | 13     |
| 4.  | KV Kortrijk          | 10  | 3 | 3 | 4 | 015:220 | −7    | 12     |
| 5.  | Royal Excel Mouscron | 10  | 2 | 2 | 6 | 011:220 | −11   | 08     |
| 6.  | KSV Roeselare        | 10  | 2 | 1 | 7 | 017:220 | −5    | 07     |

| (N) | Neuaufsteiger der letzten Saison |

#### Kreuztabellen
| Gruppe A                    | KV Mechelen | Standard Lüttich | VV St. Truiden | Waasland-Beveren | Lierse SK | Royale Union Saint-Gilloise |
| --------------------------- | ----------- | ---------------- | -------------- | ---------------- | --------- | --------------------------- |
| KV Mechelen                 |             | 1:0              | 1:0            | 1:3              | 1:0       | 1:0                         |
| Standard Lüttich            | 2:0         |                  | 2:2            | 0:2              | 2:0       | 3:1                         |
| VV St. Truiden              | 7:0         | 1:0              |                | 3:0              | 2:1       | 0:1                         |
| Waasland-Beveren            | 1:2         | 1:3              | 0:1            |                  | 3:2       | 1:4                         |
| Lierse SK                   | 0:0         | 1:0              | 1:3            | 2:3              |           | 2:1                         |
| Royale Union Saint-Gilloise | 3:0         | 2:2              | 1:4            | 1:3              | 1:3       |                             |

| Gruppe B             | KRC Genk | KV Kortrijk | Sporting Lokeren | KAS Eupen | Royal Excel Mouscron | KSV Roeselare |
| -------------------- | -------- | ----------- | ---------------- | --------- | -------------------- | ------------- |
| KRC Genk             |          | 3:0         | 4:0              | 2:1       | 6:0                  | 3:1           |
| KV Kortrijk          | 0:3      |             | 4:4              | 3:3       | 2:1                  | 0:3           |
| KSC Lokeren          | 1:1      | 0:0         |                  | 4:1       | 2:2                  | 2:1           |
| KAS Eupen            | 1:1      | 3:2         | 3:3              |           | 2:0                  | 2:2           |
| Royal Excel Mouscron | 0:2      | 0:1         | 2:2              | 0:2       |                      | 1:0           |
| KSV Roeselare        | 0:1      | 2:3         | 4:0              | 3:2       | 3:5                  |               |

#### Finalspiele
Die beiden Gruppensieger ermittelten in einem Spiel den Teilnehmer am Europa-League-Play-off.
|          | Ergebnis |                |
| -------- | -------- | -------------- |
| KRC Genk | 3:0      | VV St. Truiden |

### Europa-League-Play-off
Der Gewinner des Finalspieles und der Viertplatzierte der Meisterschaftsrunde ermittelten in einem Spiel einen Teilnehmer an der 3. Qualifikationsrunde zur UEFA Europa League 2017/18.
|             | Ergebnis |          |
| ----------- | -------- | -------- |
| KV Oostende | 3:1      | KRC Genk |